# Diwan-i-Khas (Rode Fort)

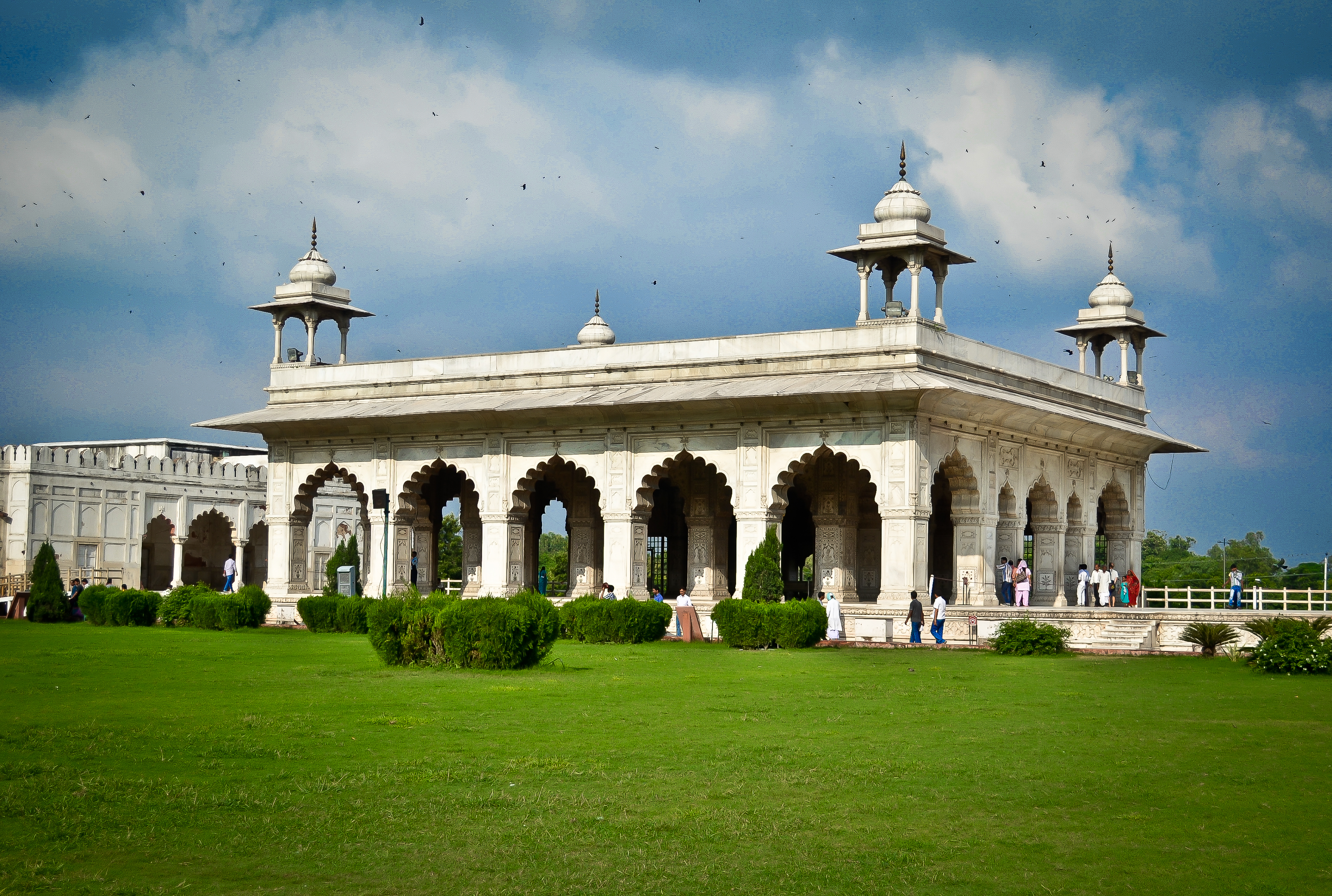
De Diwan-i-Khas in het Rode Fort.

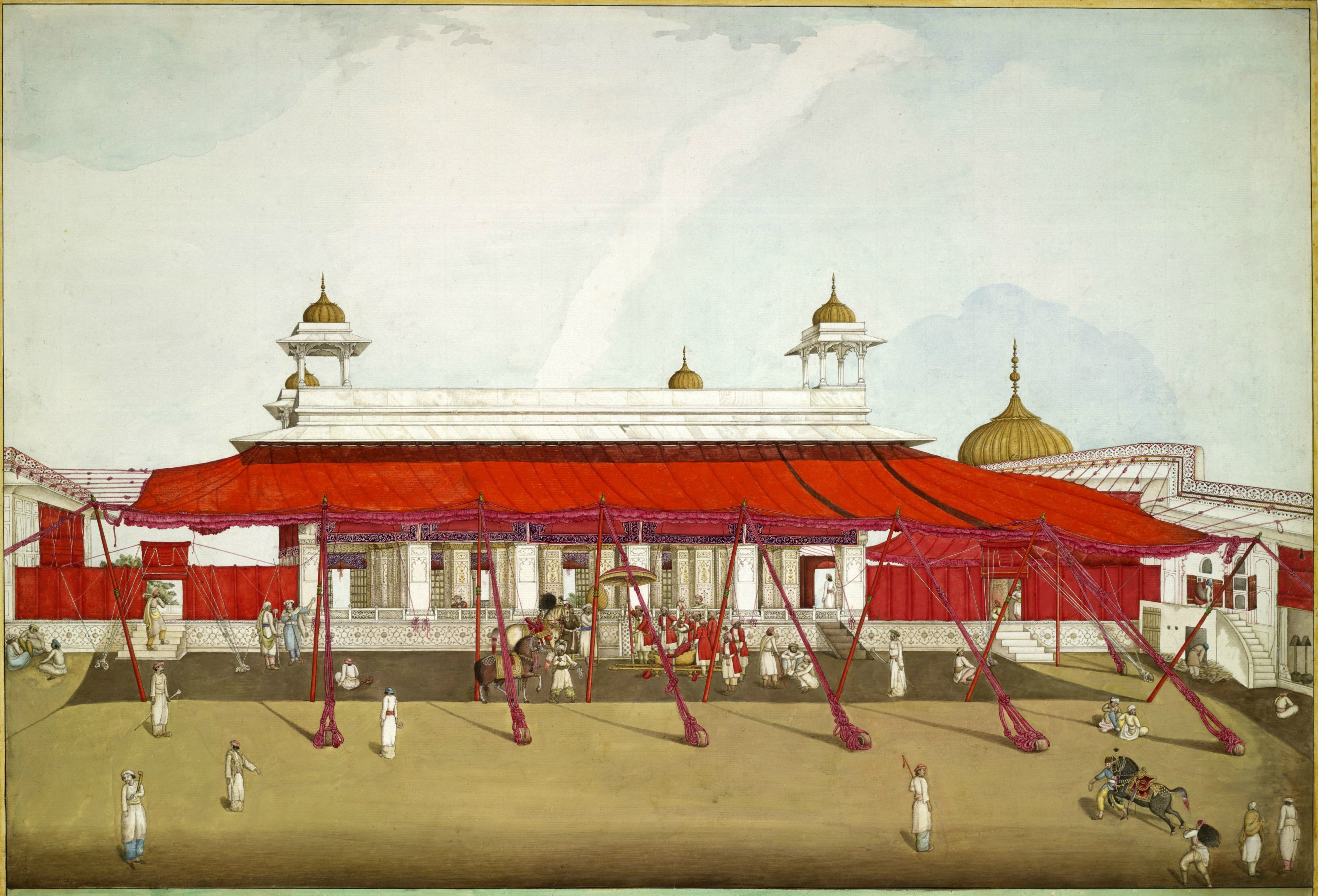
De Diwan-i-Khas met rode luifels rond 1817.

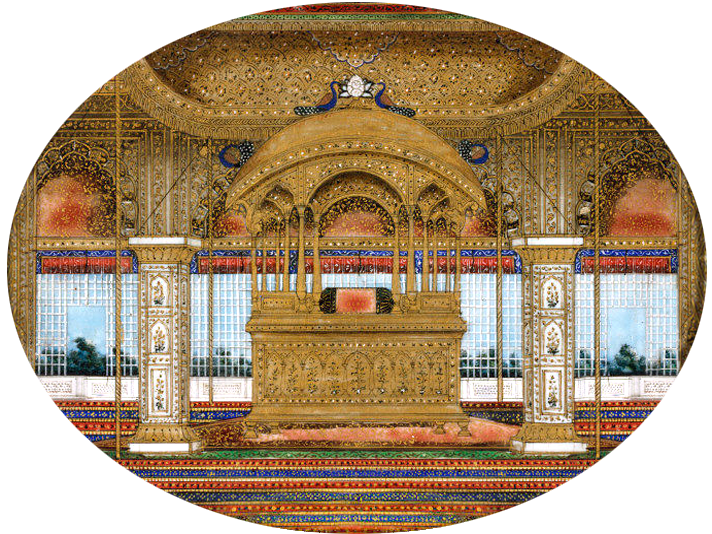
De pauwentroon in het midden van de 19e eeuw

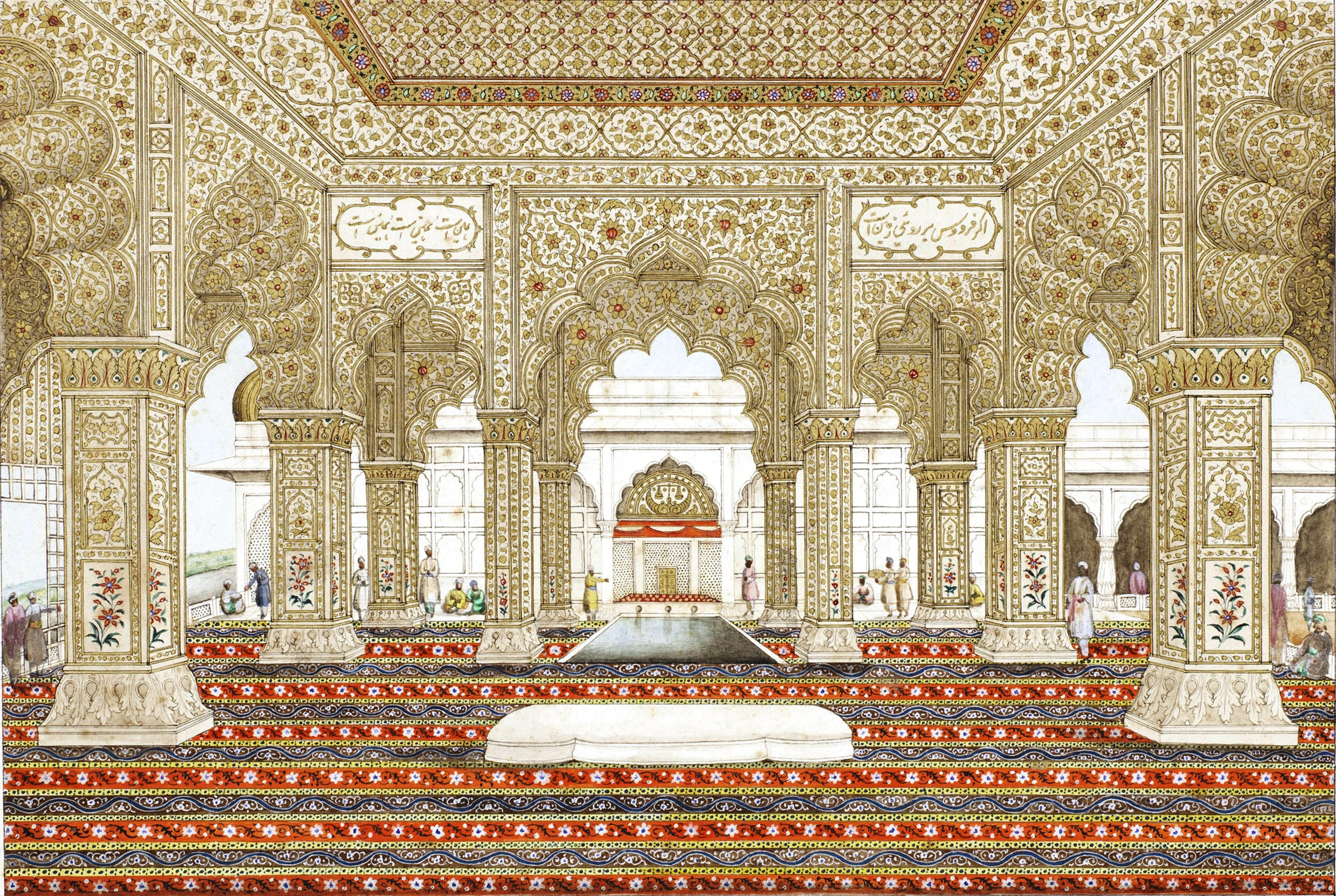
Interieur met een paradijsrivier voorstellende waterpartij die leidt naar het privéverblijf van de keizer: de Khas Mahal.

De Diwan-i-Khas ( Perzisch : ديوان خاص), of privé-audiëntiezaal, was een zaal in het Rode Fort van Delhi, gebouwd in 1648 als locatie voor recepties. Het was de plek waar de Mogol-keizer Shah Jahan hovelingen en staatsgasten ontving. De zaal stond ook bekend als de Sjah Mahal.
Een poort aan de noordkant van de Diwan-i-Am leidde naar de centrale binnenplaats van het paleis, genaamd Jalau Khana, en de Diwan-i-Khas. Oorspronkelijk waren er twee omheiningen aan de westkant van de hal, een voor de edelen en een voor die van een lagere rang. Deze werden verwoest tijdens de Indiase opstand van 1857.
De omtrek van de zaal is ongeveer 20 bij 30 meter. Hij bestaat uit een rechthoekige centrale hal omgeven door een reeks bogen die oprijzen uit marmeren pijlers. De onderste delen van de pijlers zijn ingelegd met bloemmotieven, terwijl de bovenste delen zijn geverfd en verguld.
Het oorspronkelijke plafond, dat was ingelegd met goud en zilver, is in de loop der tijd verwijderd. Het huidige plafond werd aangebracht in 1911. De pauwentroon van na de invasie van Nader Sjah, die de oorspronkelijke had meegenomen naar Perzië, stond vroeger in deze hal, aan de oostzijde.
Door het midden van de zaal stroomde een waterpartij die één van de vier Rivieren van het Paradijs voorstelde. Vroeger had het gebouw rode luifels, shamiana's geheten. Boven de hoekbogen van de noordelijke en zuidelijke muren, onder de kroonlijst, staat het vers van Amir Khusrow gegraveerd: 'Als er een paradijs op aarde is, is het dit, is het dit, is het dit.' De Franse reiziger François Bernier beschreef hoe hij hier de pauwentroon zag. Jean-Baptiste Tavernier schreef dat hij de troon had gezien in de Diwan-i-Am, waar hij waarschijnlijk naartoe was verplaatst, en beschreef vijf kleinere tronen, vier op elke hoek en één in het midden van de hal.
De Nederlandse koopman Dirck van Adrichem, die in 1662 namens de VOC een hofreis naar Delhi maakte om de nieuwe keizer Aurangzeb te begroeten, werd in de Diwan-i-khas ontvangen. Zoals het reisverslag het meldt: 'Chia Oranghseeb van deesen ochtent in de gosselchanna off geheymen raatscamer geseten'. De zaal werd ook wel ghusl khana genoemd, oftewel de badkamer voor rituele reiniging. 'De costbre en in iders oogh flickerende monarchale zetels als oocq den tempel, daar den coningh dagelijcx in gaat bidden, zijnde met drie verwulfsels rontsom van goude platen bedeckt, wijst mede de praght des Mogolse rijcx genoughsaam aan.'
Bij de Indiase opstand van 1857 werd het interieur volledig geplunderd. De troon, de tapijten en alle andere voorwerpen zijn toen verdwenen. De huidige hal is daarom slechts een schim van wat hij vroeger was. Recent zijn restauratiewerkzaamheden uitgevoerd aan de panelen met inlegwerk en is ook het vergulde patroon op een van de pilaren aan de voorkant van de hal gereconstrueerd.
In de rivierbedding onder de hal en de bijbehorende gebouwen bevond zich de ruimte die bekend staat als zer-jharokha, oftewel 'onder de roosters'.

## Galerij

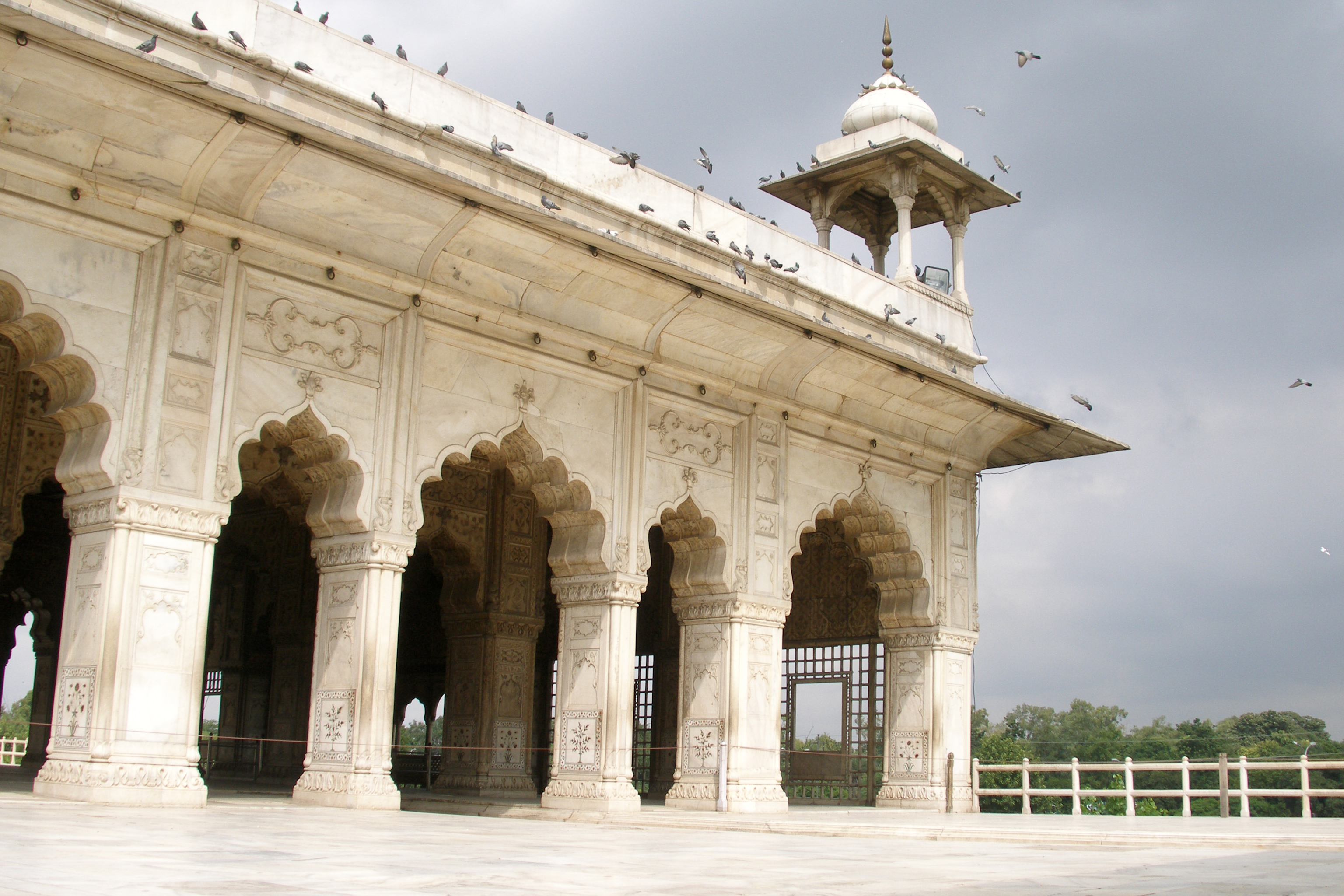
Zijaanzicht
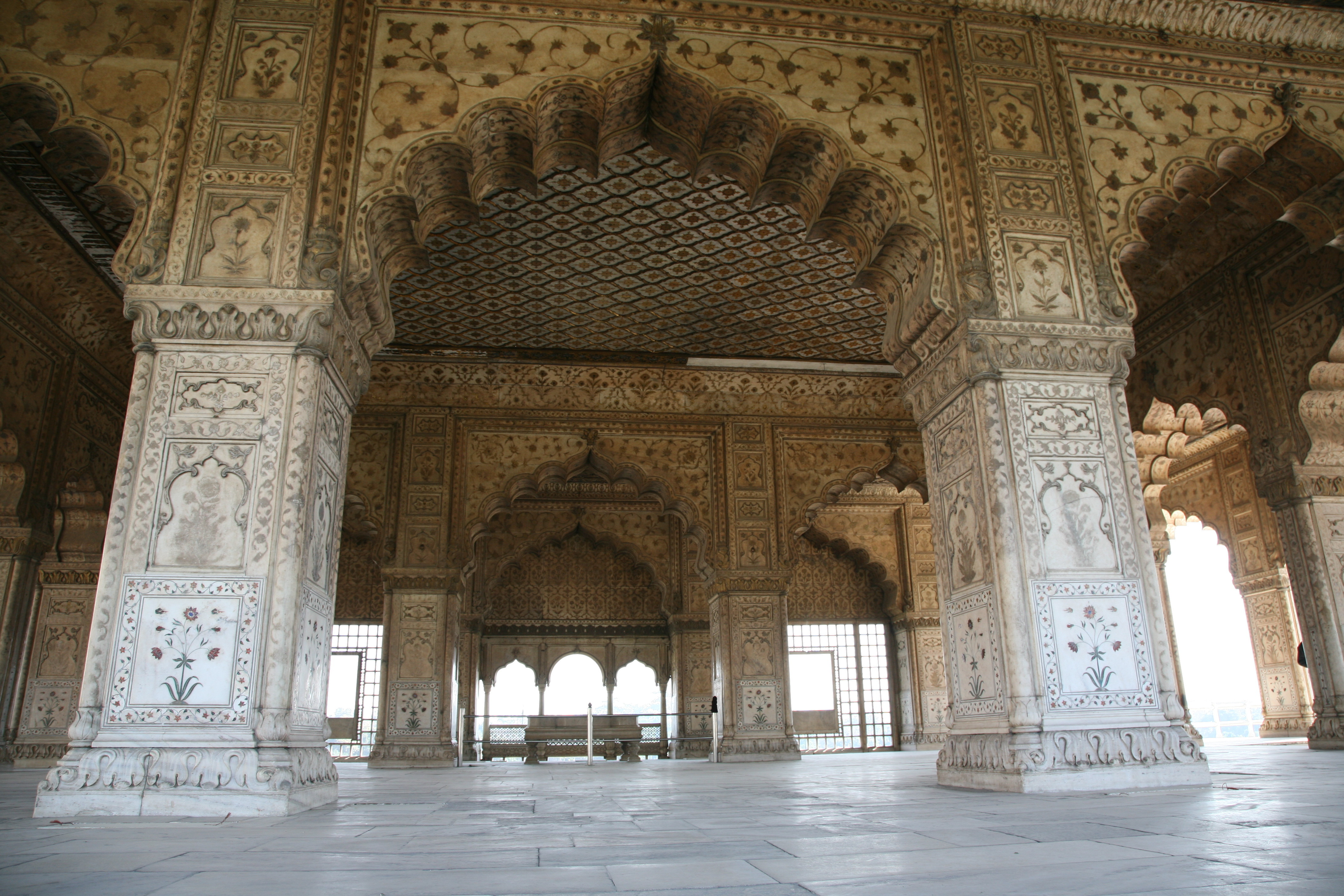
Huidige interieur
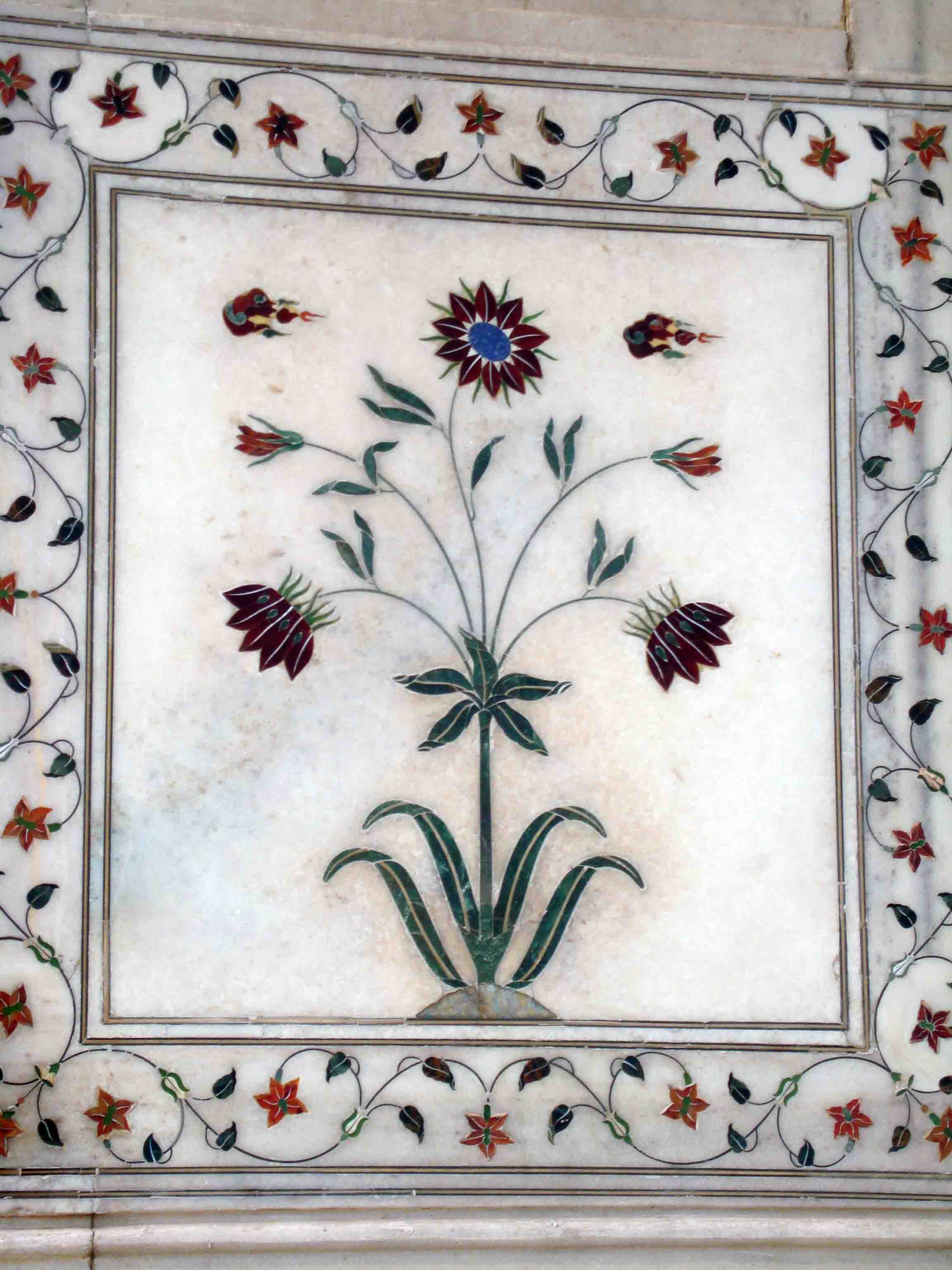
Een van de ingelegde marmeren panelen
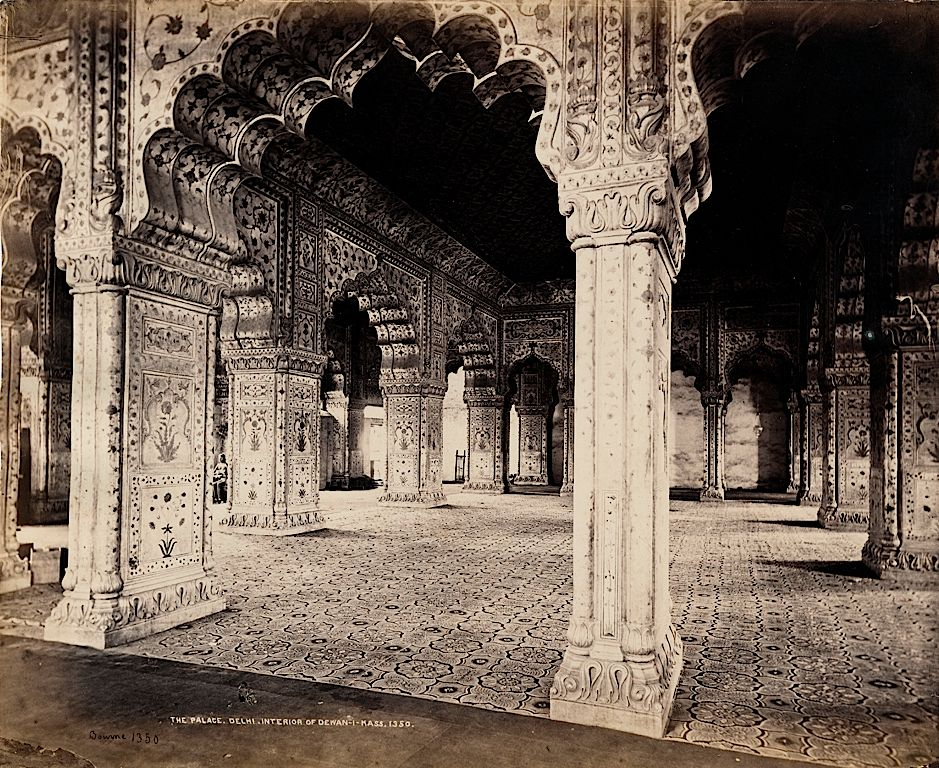
Samuel Bourne, "The Palace. Delhi. Interieur van Dewan-i-Kass. 1350," 1863-1869, foto gemonteerd op kartonnen vel. Department of Image Collections, National Gallery of Art Library, Washington, DC